# Zenonia (bướm)
Zenonia là một chi bướm ngày thuộc họ Bướm nâu.

## Các loài
- Zenonia anax Evans, 1937
- Zenonia crasta Evans, 1937
- Zenonia zeno (Trimen, 1864)